# Bergshyttan
Bergshyttan är en by sydost om Morskoga i Lindesbergs kommun. Här fanns tidigare ett stångjärnsbruk nämnt redan 1689 som tillhörde Granhult och Klotenverken och ägdes av bland andra släkterna Horn och Tilas. . 1879 tillverkades här 800 ton stångjärn (inkluderar även produktionen vid Nyhammars stångjärnsbruk).

## Personer från Bergshyttan
- Elias Hane - svensk psalmförfattare